# Giuseppe Barone (storico)
Giuseppe Barone (Modica, 26 maggio 1947) è uno storico italiano.

## Biografia
Professore ordinario di storia contemporanea presso la Facoltà di Scienze Politiche dell'Università degli Studi di Catania, si occupa prevalentemente di storia nazionale e locale (del meridione, in particolare).
Laureatosi in Lettere moderne presso l'Università di Catania nel 1970, è stato borsista per un biennio all'Istituto Italiano di Studi Storici e Filosofici "Benedetto Croce" di Napoli. È stato quindi allievo ed assistente di Gastone Manacorda a Catania, dove nel 1975 diventa professore incaricato di Storia dei Partiti e dei Movimenti Politici. Nel 1982 vince il concorso nazionale a professore associato e gli viene assegnata la cattedra di Storia contemporanea, sempre presso la Facoltà di Scienze Politiche dell'ateneo etneo.
Nel 1987 vince il concorso per professore ordinario e viene chiamato sulla cattedra di Storia contemporanea nella Facoltà di Magistero dell'Università di Palermo e nel 1992 torna come ordinario di Storia Contemporanea alla Facoltà di Scienze Politiche di Catania, dove è stato direttore del Dipartimento di Analisi dei Processi Politici, Sociali e Istituzionali (DAPPSI) dal 1992 al 1997 e poi nuovamente dal 2003 fino al 2009. Nello stesso periodo viene eletto anche coordinatore del Dottorato di ricerca di Storia contemporanea. Nel 2002 ha presieduto altresì il Corso di laurea in Scienze del governo e dell'amministrazione. Nel 2007 dal rettore dell'Università di Palermo è stato nominato membro del Nucleo di Valutazione dell'ateneo palermitano. Nel 2009 è stato eletto per un quadriennio preside della Facoltà di Scienze Politiche dell'Università di Catania. Nel 2013 è stato eletto direttore del Dipartimento di Scienze Politiche e Sociali (per trasformazione della Facoltà) per un ulteriore quadriennio. È stato consigliere d'Amministrazione dell'Università di Catania e dal 2009 ha fatto parte del Senato Accademico dello stesso ateneo.
Nel 2004 e 2005 ha diretto due edizioni del Master di II livello in Ricerca storica e documentaria, mentre nell'anno accademico 2007/2008 ha organizzato e diretto il Master di I livello in Gestione globale del rischio ambientale. Il suo nome compare nelle direzioni di numerose riviste nazionali di storia quali Italia Contemporanea (1983- 1990), Studi Storici (dal 1983 ad oggi), Meridiana . Dal 2016, ha assunto la direzione della rivista "Archivio storico della Sicilia Orientale" edita dalla Società di Storia Patria di Catania e dal 2021 dirige la rivista “Archivio storico ibleo” della Società Ragusana di Storia Patria
Ha pubblicato numerosi volumi e studi sullo sviluppo economico e sul sistema politico italiano contemporaneo, con particolare riferimento ai processi di trasformazione sociale del Mezzogiorno d'Italia e della Sicilia.
Nel 2011 è stato eletto presidente della Fondazione Giovan Pietro Grimaldi di Modica per il quadriennio 2011/2015. Nel 2016 è stato riconfermato per un secondo mandato.
Professore Emerito di Storia Contemporanea, presiede l’Unitre di Catania dal 2019

## Opere principali
- G. Barone, S. L. Lupo, R. Palidda, M. Saija, Potere e società in Sicilia nella crisi dello stato liberale, Pellicanolibri, 1977
- Partiti ed élites politiche a Catania, Palermo, Palumbo, 1978.
- Politica e finanza nell'Italia liberale, Catania, Pellicanolibri, 1979.
- Il poeta e il santo. Note in margine al carteggio Quasimodo-La Pira, Ragusa, Pubblicazioni del Centro studi "Feliciano Rossitto", 1983.
- Capitale finanziario e bonifica. La tecnocrazia riformista e il Mezzogiorno tra le due guerre, Catania, C.U.L.C., 1984.
- Mezzogiorno e modernizzazione. Elettricità, irrigazione e bonifica nell'Italia contemporanea, Torino, Einaudi, 1986.
- Egemonie urbane e potere locale (1882-1913), in Storia della Sicilia, a cura di Maurice Aymard e Giuseppe Giarrizzo, Torino, Einaudi, 1987.
- Economia e società nell'area dello zolfo (secoli XIX-XX), curata con Claudio Torrisi, Caltanissetta, S. Sciascia Editore, 1989.
- Tramonto di una dinastia: i Florio, in L'economia dei Florio. Una famiglia di imprenditori borghesi dell'800, Palermo, Sellerio, 1990.
- “La Rivoluzione e il Mezzogiorno “, in AA.V.V, “Ripensare la Rivoluzione francese. Gli echi in Sicilia, Caltanissetta-Roma, S. Sciascia Editore, 1992.
- Stato e Mezzogiorno. Il "primo tempo" dell'intervento straordinario(1943-1960), in  Storia dell'Italia repubblicana, diretta da Francesco Barbagallo, Torino, Einaudi, 1994.
- La cooperazione agricola dall'età giolittiana al fascismo, in Storia della cooperazione siciliana, a cura di Orazio Cancila,  Palermo, IRCAC, 1993.
- Elites e potere in Sicilia. Dal Medioevo ad oggi, Catanzaro, Meridiana libri, 1995.
- La modernizzazione italiana dalla crisi allo sviluppo, in Storia d' Italia, a cura di Giovanni Sabbatucci e Vittorio Vidotto, Roma-Bari, Laterza, 1995.
- L'oro di Busacca. Potere, ricchezza e povertà a Scicli nei secoli XVI-XX, Palermo, Sellerio, 1998.
- Zolfo. Economia e società della Sicilia industriale, Acireale-Roma, Bonanno Editore, 2000.
- Terra e potere. Caltavuturo dall'Unità al fascismo, Caltavuturo (PA), Pubblicazioni del Comune di Caltavuturo, 2001.
- “Infrasstrutture e reti urbane” in AA.VV., Le vie del Mezzogiorno. Storia e scenari, Roma, Donzelli, 2002.
- Giustizia e potere nella contea di Modica (a cura di, e coautore), Ragusa, Argo Software Edizioni, 2006.
- Sicilia politica fra tradizione e modernità (secoli IX – XX), in AA.VV., Sicilia. Patrimonio culturale e naturale, Barcellona (ES), Gruppo Gas Natural, 2007.
- La Contea di Modica (secoli XV-XVII), (a cura di, e coautore) Acireale-Roma, Bonanno Editore, 2008.
- La storia ritrovata. Gli iblei fra tardogotico e Rinascimento,(coautore insieme a M.R. Nobile), Banca Agricola Popolare di Ragusa, 2009.
- La sfida globale. Vecchie e nuove potenze dal colonialismo alla «Grande Guerra». 1870-1920, Acireale-Roma, Bonanno Editore, 2010.
- Catania e l'Unità d'Italia, Acireale-Roma, Bonanno Editore, 2011.
- “Le città Iblee dai Borboni all’ Unità”, Banca Agricola Popolare di Ragusa 2011
- Catania e la Grande Guerra, Acireale-Roma, Bonanno Editore, 2014.
- Lo Stato e i Mezzogiorni, in Storia delle Camere di Commercio in Italia, Rubbettino, Soveria Mannelli 2014.
- Gli Iblei nella Grande Guerra, Banca Agricola Popolare di Ragusa, 2015.
- Storia mondiale della Sicilia, in collaborazione con Alessia Facineroso, Sebastiano Angelo Granata, Chiara Maria Pulvirenti, Roma-Bari, Laterza, 2018.
- Crispi nel giudizio della storiografia italiana in Francesco Crispi, a cura di Marcello Saija, Soveria Mannelli, Rubbettino, 2019.
- Città in guerra. Sicilia 1820-1821, Roma-Bari, Laterza, 2022.
- L'isola mondo. Breve storia della Sicilia, Laterza, Roma- Bari 2025